# República Popular de Mongòlia
La República Popular de Mongòlia (en mongol Бугд Найрамдах Монгол Ард Улс, Bugd Nairamdakh Mongol Ard Uls, coneguda amb l'acrònim БНМАУ, BNMAU) va ser un estat socialista de l'Àsia central que va existir entre 1924 i 1992, el qual va donar pas a l'actual estat de Mongòlia el 1992. A través de la seva història, l'estat va romandre com a aliat de la Unió Soviètica.

## Història
Entre els anys 1691 i 1911, el territori, conegut com la Mongòlia Exterior, era governat pels reis manxús de la dinastia Qing. A la primera dècada del segle xx, l'emperador Puyi va començar a aplicar les anomenades Noves Polítiques amb la finalitat d'integrar la Mongòlia Exterior a la Xina. A causa del malestar produït per la possibilitat d'una colonització xinesa similar a la succeïda a la Mongòlia Interior durant el segle xix, la noblesa mongola va buscar el suport de la Rússia tsarista.
L'agost de 1911, una delegació mongola es va dirigir cap a Sant Petersburg, on va aconseguir la promesa d'un suport limitat per part de Rússia. A la seva tornada a Mongòlia, havia esclatat la Revolució Xinhai, la qual posaria fi a l'Imperi Xinès i donaria origen a la República de la Xina.
El desembre de 1911, els mongols van deposar l'amban manxú, Ikh Khuree, i van declarar la independència sota el lideratge de Jebtsundamba Khutugtu VIII, que va ser nomenat Bogd Khan dels mongols. Els intents d'incloure la Mongòlia Interior dins el nou Estat van fracassar, en part a causa de la intervenció de Rússia –que tenia interessos a l'àrea– i en part per la falta de suport de la noblesa i el clergat de la Mongòlia Interior. El 1915, Rússia, la Xina i Mongòlia van acordar a la ciutat russa de Kiakhta la creació d'un Estat mongol sota la supervisió xinesa.
No obstant això, la República de la Xina va aprofitar la inestabilitat provocada per la Revolució Russa i la subsegüent guerra civil com a pretext per envair Mongòlia el 1919 i va obligar el govern local a signar un tractat que va abolir l'autonomia de Mongòlia. Durant l'ocupació xinesa es va fundar el Partit Revolucionari Popular de Mongòlia (PRPM), el qual va buscar ajuda en la naixent Unió Soviètica per combatre els xinesos. Mentrestant, enmig de la guerra civil russa, les tropes «blanques» del general Roman Ungern von Sternberg van envair el país i van expulsar els xinesos de la capital al març de 1921, amb què van declarar novament la independència de Mongòlia respecte a la Xina, aquesta vegada amb Ungern von Sternberg com a dictador.
Tant Ungern von Sternberg com la resta de les tropes xineses, però, van ser expulsats de Mongòlia durant els mesos successius i, el 6 de juliol de 1921, les tropes del PRPM i de l'Exèrcit Roig van prendre Khüree, la capital del país. El PRPM va formar un nou govern però va mantenir nominalment el Bogd Khan com a cap d'Estat. Després de la mort del Bogd Khan, es va proclamar oficialment la República Popular de Mongòlia el 26 de novembre de 1924.

## Consolidació del poder
Entre 1925 i 1928, el nou govern va implantar un règim socialista, que va començar amb els plans de col·lectivització de la ramaderia, així com amb l'expropiació de les terres a la noblesa i el clergat. A més, s'havia decretat la prohibició total de l'empresa privada.
A partir de 1932 es va reduir l'aplicació de l'economia dirigida per l'Estat, però el 1936 aquesta situació va canviar, especialment després de les invasions japoneses, ja que es va incrementar la influència soviètica, i l'URSS va desplegar tropes a Mongòlia el 1937 en resposta a l'imperialisme japonès. A partir de llavors va començar la persecució de la fe budista en territori mongol.